# Водолазово (Абатський район)
Водола́зово (рос. Водолазово) — село у складі Абатського району Тюменської області, Росія.
Населення — 151 особа (2010, 193 у 2002).
Національний склад станом на 2002 рік:
- росіяни — 91 %